# Monte Grande
Monte Grande – miasto w Argentynie, położone w północnej części prowincji Buenos Aires.

## Opis
Miejscowość została założona 3 kwietnia 1889 roku. W mieście jest węzeł drogowy-RP58 i RN205, przebiega też linia kolejowa.